# Boeree
Boeree, ook wel geschreven als Boerée en Boereé, is een achternaam. De naam is een geromaniseerde vorm van het Germaanse woord bald-rêd, dat moedig-raad betekent.
In Nederland waren er in 2007 204 personen met de achternaam Boeree, 136 met de variant Boerée en minder dan 5 met de variant Boereé. In België kwam volgens de statistieken van 2008 geen van de varianten voor.

## Bekende personen
Enkele bekende naamdragers zijn:
- Charles Boeree (1899–1989), een Nederlands voetbalscheidsrechter
- George Boeree (1952–2021), een in Nederland geboren Amerikaans psycholoog en auteur van de taal Lingua Franca Nova
- Liv Boeree (1984), een Brits professioneel pokerspeelster en fotomodel
- Riné Boerée (1898–1995), een Nederlands vrouwelijk bouwkundig ingenieur en betonspecialiste
- Theodoor Alexander Boeree (1879–1968), een beroepsofficier in het Nederlandse leger, krijgsgeschiedkundige en verzetsstrijder